# Żołnowo
Żołnowo – wieś w Polsce położona w województwie kujawsko-pomorskim, w powiecie aleksandrowskim, w gminie Koneck.

## Podział administracyjny
W latach 1975–1998 miejscowość administracyjnie należała do województwa włocławskiego. Wieś sołecka – zobacz jednostki pomocnicze gminy Koneck w BIP.

## Historia
W Słowniku Żołnowo wymienione było jako kolonia w powiecie nieszawskim gminie i parafii Straszewo, mająca w roku 1885 186 mieszkańców i 670 mórg włościańskich (około 375,2 ha). W roku 1827 kolonia należy go parafii Koneck posiadała wówczas 14 domostw i 89 mieszkańców.

## Demografia
W roku 1827 liczyło 89 mieszkańców, a w roku 1885 było ich 186. Według Narodowego Spisu Powszechnego (III 2011 r.) liczyło 108 mieszkańców. Jest dziesiątą co do wielkości miejscowością gminy Koneck.